# عظماء ومشاهير العالم
عظماء ومشاهير العالم (باليابانية: まんが偉人物語 ويُقرأ Manga Ijin Monogatari) هو مسلسل أنمي ياباني يتكون من 46 حلقة، عرض لأول مرة في 18 نوفمبر 1977، واستمر عرضه حتى 29 سبتمبر 1978. تمت دبلجة المسلسل للغة العربية بواسطة ستديو أوسكار في القاهرة.
هو أنمي تعليمي شهير من إنتاج اليابان، تم بثّه بين عامي 1977 و1978، ويتكوّن من 46 حلقة، وقد نال شهرة واسعة في الوطن العربي بعد دبلجته إلى العربية في استوديو أوسكار بالقاهرة.

## معلومات مختصرة عن المسلسل:[1]
- النوع: تعليمي / سيرة ذاتية / تاريخي
- الإنتاج: اليابان
- المدة: 25 دقيقة تقريبًا لكل حلقة
- الشركة المنتجة: Nippon Animation
- تاريخ العرض: من 18 نوفمبر 1977 إلى 29 سبتمبر 1978
- عدد الحلقات: 46
- الدبلجة العربية: تمت بواسطة استوديو أوسكار في القاهرة

## فكرة المسلسل:
يركز المسلسل على عرض قصص شخصيات بارزة في التاريخ العالمي في مجالات متعددة مثل: العلم، السياسة، الفن، الاختراع، الفلسفة، والقيادة.
تم تقديم هذه القصص بأسلوب مبسط ومشوّق للأطفال والناشئة، مع المحافظة على القيم التعليمية والتاريخية.

## من بين الشخصيات التي تناولها المسلسل:
- ألبرت أينشتاين
- ليو تولستوي
- فلورنس نايتنغيل
- ليوناردو دافنشي
- نابليون بونابرت
- أبراهام لنكولن
- غاندي
- الأخوان رايت
- وغيرهم من العلماء والمخترعين والقادة والفلاسفة.

## الدبلجة العربية:
تمت بأسلوب تقليدي كلاسيكي عبر أداء صوتي احترافي وبتعريب جيد للأسماء والمصطلحات. ولاقى هذا العمل إقبالًا في العالم العربي، خاصة في فترة الثمانينات والتسعينات، وكان يُعرض ضمن البرامج التعليمية الموجهة للأطفال.